# Letecká základna Aviano
Letecká základna Aviano (anglicky Aviano Air Base) je jednou z hlavních základen Letectva Spojených států v Evropě. Leží v severovýchodní Itálii v oblasti Furlansko-Julské Benátsko asi 3 kilometry jižně od města Aviano na úpatí Karnských Alp a asi 10 kilometrů severně od města Pordenone. Sídlí zde 31. stíhací křídlo (anglicky 31st Fighter Wing) USAFE se stroji F-16.
Na základně je 2605 metrů dlouhá vzletová a přistávací dráha 05/23.

## Historie
Základna byla založena italským letectvem v roce 1911. Během první světové války odtud startovala letadla v bojích proti armádám Rakousko-Uherska a Německa. V této době odtud kapitán Maurizio Pagliano a poručík Luigi Gori, vedli neschválený, ale hrdinný a úspěšný nálet na přístav v Pule. Na jejich počest byla základna v roce 1919 pojmenována Aeroporto Pagliano e Gori.
Během druhé světové války odtud operovalo italské letectvo společně s Luftwaffe. Britské jednotky obsadily základnu v roce 1945. Britové letiště používali až do roku 1947, kdy se sem vrátily italské jednotky, které zde působily až do roku 1954.
V tomto roce podepsaly americká a italská vláda dohodu o zařazení základny mezi letiště NATO. Velitelství USAFE zahájilo oficiálně provoz 15. února 1955. Od padesátých do osmdesátých let byly v Avianu rozmístěny hotovostní bojové letouny, letouny včasné výstrahy i cvičné letouny sil NATO.

## Nehody
3. února 1998 odtud startující letoun EA-6 Prowler amerického námořnictva při cvičném letu způsobil havárii lanovky v alpském lyžařském letovisku Cavalese, při které zahynulo 20 lidí.